# Medium Mark D

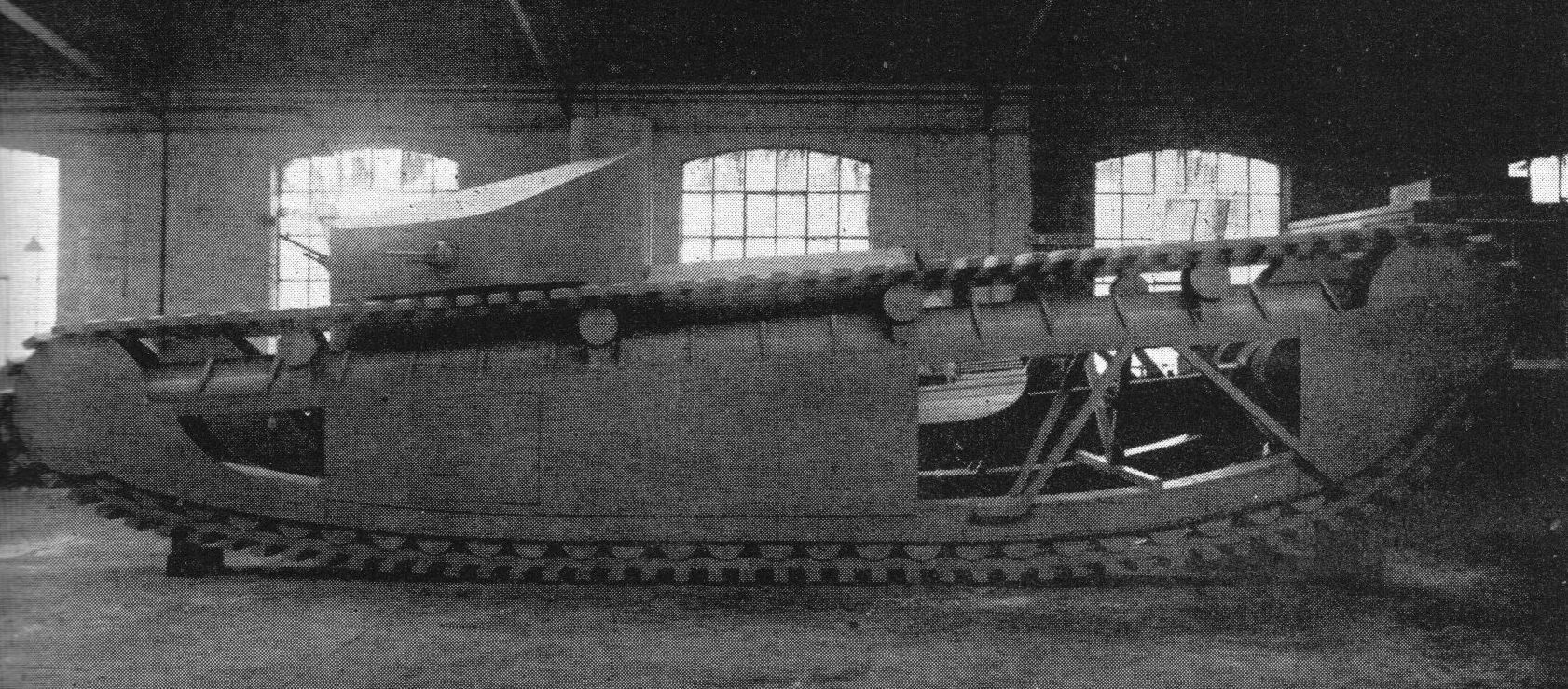
A MMD harckocsi az Imperial War Museumban

A Medium Mark D 1919-1920 folyamán készült, és viszonylag hosszú időre mintájává vált a könnyűharckocsiknak. Köszönhette ezt erős motorjából fakadó nagy sebességének és a lánctalp adta jó terepjáró képességének, valamint differenciált páncélzatának és nagy tűzerejének, amely élőerő és nem páncélozott célok ellen hatékony volt.

## Egyéb adatok
- Gázlóképesség: 0,8 m
- Mászóképesség: 45°
- Árokáthidaló képesség: 2,3 m
- Lépcsőmászó képesség: 1,08 m
- Üzemanyagtartály: 700 l
- Hasmagasság: 0,6 m